# Sassi Al-Ajeli
Sassi Al-Ajeli Al-Fezzani (ar. ساسي العجيلي; ur. 1960) – libijski piłkarz grający na pozycji prawego obrońcy. W swojej karierze grał w reprezentacji Libii.

## Kariera klubowa
W swojej karierze piłkarskiej Al-Ajeli grał w klubie Al-Madina SC. W sezonie 1982/1983 wywalczył z nim mistrzostwo Libii.

## Kariera reprezentacyjna
W 1982 roku Al-Ajeli został powołany do reprezentacji Libii na Puchar Narodów Afryki 1982. Zagrał w nim w pięciu meczach: grupowych z Ghaną (2:2), z Tunezją (2:0) i z Kamerunem (0:0), półfinałowym z Zambią (2:1) i finałowym z Ghaną (1:1, k. 6:7). Z Libią wywalczył wicemistrzostwo Afryki.